# Chiesa di Sant'Anna alle Paludi
La chiesa di Sant'Anna alle Paludi è ubicata in corso Arnaldo Lucci, a Napoli, nel Quartiere Mercato.

## Storia

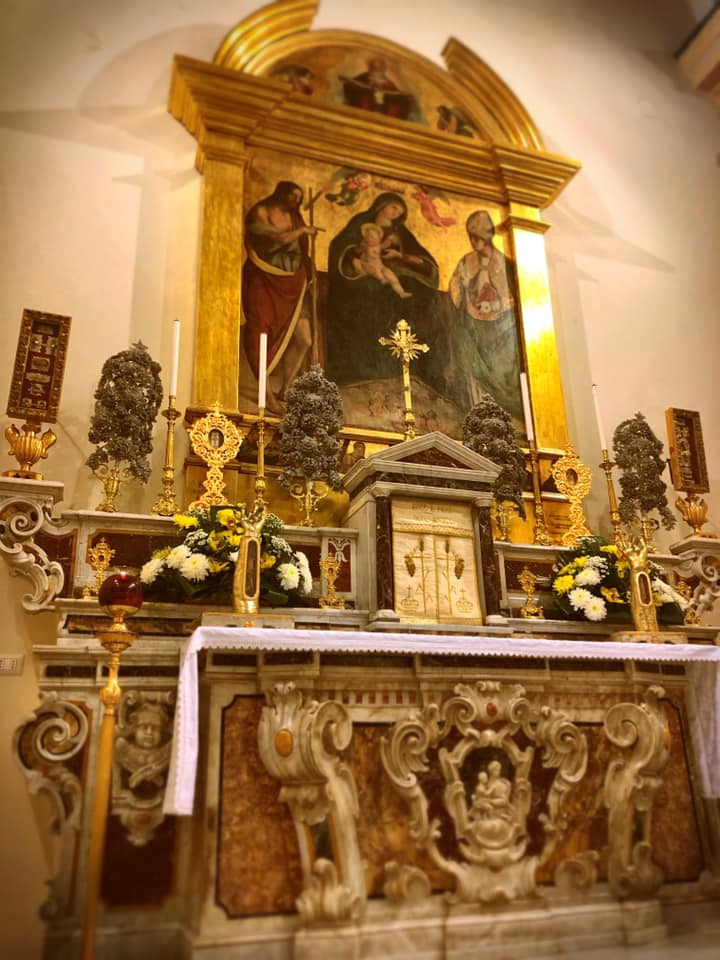
Altare maggiore

La denominazione deriva dall'esistenza di vaste aree paludose ed acquitrinose nella zona, almeno anteriormente al periodo delle bonifiche effettuate dal sovrano angioino Carlo II; tali aree erano, in quell'epoca, esterne alla cinta muraria della città.
L'area in cui sorge la chiesa si presentava sino al XIX secolo rurale e poco urbanizzata; un ulteriore incremento di edifici industriali e per civile abitazione si ebbe tra il 1880 e il 1890 per opera del Risanamento sino al secondo dopoguerra del XX secolo; la zona è oggi popolarmente conosciuta come le Case Nuove.
La chiesa, dedicata alla Madonna delle Grazie, è di origine medievale, stando alla testimonianza di un Catalogo delle Chiese di Napoli della età del Seicento, fu costruita dall'Università degl'hortolani prima dell'anno 1350, sebbene restino pochissime tracce dell'originario impianto, principalmente a causa dei rifacimenti del periodo sette-ottocentesco prima e di inizio Novecento poi.
A causa della bonifica borbonica di tutta la zona, nel 1850 la via Stella Polare (divenuta dal 1946 Corso Arnaldo Lucci) venne innalzata lasciando sottoposta la chiesa di cinque metri, perciò il portale venne ripensato come ingresso di un vestibolo con doppia rampa di scale che permettesse l'ingresso all'edificio. All'inizio del Novecento, dopo tante proposte dei vari rettori del tempio, iniziarono i lavori di innalzamento dell'edificio che portarono all'odierno stato dei luoghi.
La Real Chiesa di Santa Maria delle Grazie, detta di Sant'Anna alle Paludi, divenne parrocchia nel 1914 di cui fu nominato primo Parroco l'ultimo rettore Don Arturo Sorsaja. Nel 1995 il titolo fu abbreviato a Sant'Anna alle Paludi.

## Descrizione

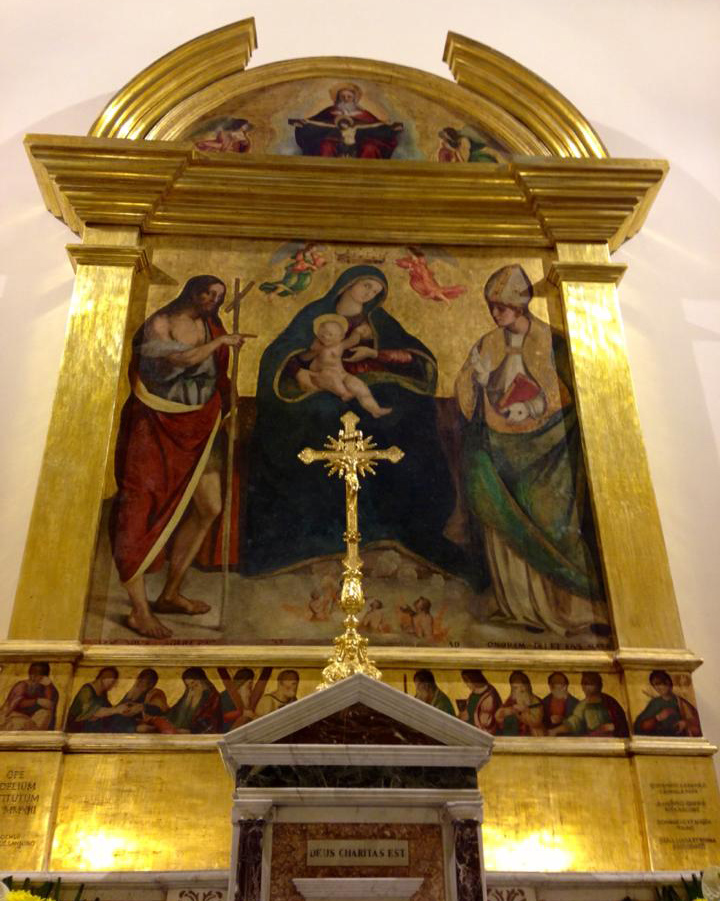
Pala d'altare raffigurante Madonna delle Grazie tra i Santi Giovan Battista ed Elpidio di Andrea da Salerno

La chiesa ha un'unica navata disegnata sull'impianto originale del Settecento. Le linee semplici e lineari diventano di un fine neobarocco solo per la decorazione della cupola che resta l'unica parte completata della chiesa, secondo il disegno del tardo Ottocento dell'architetto Alfredo Belli.
L'altare maggiore in marmo intarsiato, segna la data 1710, è di maestranze napoletane, al centro è raffigurata in bassorilievo una Madonna con Bambino. Diverse opere di prestigio sono racchiuse nella chiesa, tra le più rilevanti senz'altro il trittico, olio su tavola a fondo oro, di epoca cinquecentesca, raffigurante la Madonna delle Grazie tra i Santi Giovan Battista ed Elpidio, di Andrea da Salerno, tale dipinto è collocato sull'altare maggiore.
Al centro della navata sono presenti due cappelle nelle quali sono posti i simulacri della Madonna Addolorata al Fiumicello, statua lignea della seconda metà dell'800 opera di Francesco Citarelli,  proveniente dall'omonima Cappella Pontificia distrutta nella seconda guerra mondiale, e di fronte Sant'Anna con Bambina, statua lignea di Giuseppe Picano della seconda metà del Settecento, a quest'ultima è da sempre riconosciuto il patrocinio della chiesa e del quartiere. Privo di attribuzione è il seicentesco ciclo di sei tele ritraenti Storie della Vergine (quattro nella chiesa e due in sacrestia).
Importante è anche il San Francesco d'Assisi, tela di Francesco Solimena (collocata nella sacrestia), dono dello stesso autore e firmato pro devotione sua.

## Il Simulacro di Sant'Anna alle Paludi
Di legno intagliato e policromo, con occhi di vetro: mezzo busto alto cm.100; si leva da una base di legno rettangolare di cm.80 x cm.40, alta cm.30, molto ricca di cornici. La bellissima statua ritraente la vecchia Sant'Anna con l'Immacolata Bambina al braccio è una delle opere più apprezzate e dibattute dagli studiosi di scultura lignea napoletana negli ultimi tempi. Tradizionalmente attribuita allo scultore Giuseppe Picano, lo studioso napoletano Teodoro Fittipaldi, così come altre autorevoli fonti, non ha problemi ad attribuirla allo stesso e ad assegnarla all'anno di produzione 1770, o probabilmente anche prima secondo alcuni. Ciò che sembra mettere tutti d'accordo sono le qualità nel panneggio, mosso e bene acconciato, il mezzo busto poggiante su una base piuttosto semplice, la mano sinistra estremamente venosa e possente sul fianco della Bambina ed altri particolari che richiamano alla mente il famoso San Giuseppe col Bambino, oggi esposto al Museo Diocesano in Donnaregina. Sebbene il volto della scultura sia probabilmente un ritratto, per i suoi caratteri così particolari e quasi presepiali (lo stesso atteggiamento della Bambina vuole riprendere delle pose tipiche da pastore napoletano), vi è uno stretto legame di produzione con le immagini di Sant'Anna della SS. Annunziata e con quella di Barra (recentemente attribuita a Francesco Citarelli)  giudizi ricorrenti, oltre che nel Fittipaldi, anche nei critici che se ne sono occupati puntualmente. Pareri più recenti attribuiscono il simulacro alla mano di Giovanni Verzella (1748-post.1826) padre del celebre Francesco Verzella ed allievo di Giuseppe Picano, datando l'opera tra il tardo Settecento e i primi anni dell'Ottocento tale attribuzione troverebbe riscontri nel confronto con  numerose opere certe della famiglia Verzella rafiguranti Sant'Anna, soggetto particolarmente presente nel catalogo di questa celebre bottega. Un ulteriore riscontro sarebbe il confronto del volto della Madonna Bambina con quello della celebre Assunta venerata nella chiesa di San Gennaro a Molfetta, opera realizzata dai Verzella nel 1809. La realizzazione della statua, con grande probabilità, non fu una commissione diretta per la chiesa dove se ne trovano le prime testimonianze della presenza solo nel 1825, in un'annotazione per un restauro.

## Il culto a Sant'Anna
La chiesa è già agli albori della sua fondazione intitolata alla Santa Vergine sotto il titolo delle Grazie, dunque era d'obbligo un culto alla madre di Maria del quale le prime testimonianze risalgono alla fine del Seicento. Secondo gli archivi era presente un altare con immagine affrescata della Madre Sant'Anna, di cui spesso veniva effettuato un restauro a causa dell'umidità della zona. La diffusione della devozione all'immagine per tutta la Campania si deve maggiormente all'opera del Rettore Francesco Saverio Strina e al nipote successore, sacerdote Tobia Strina. Il simulacro divenne molto popolare sia per le grandi folle di devoti che richiamava da tutta la città, e dai paesi intorno(si trovano infatti copie della statua oltre che in diverse chiese di Napoli anche in molti luoghi sacri della Campania), sia per la bellezza scultorea tanto da essere definita come "l'immagine di Sant'Anna più bella mai scolpita da mano napoletana". 

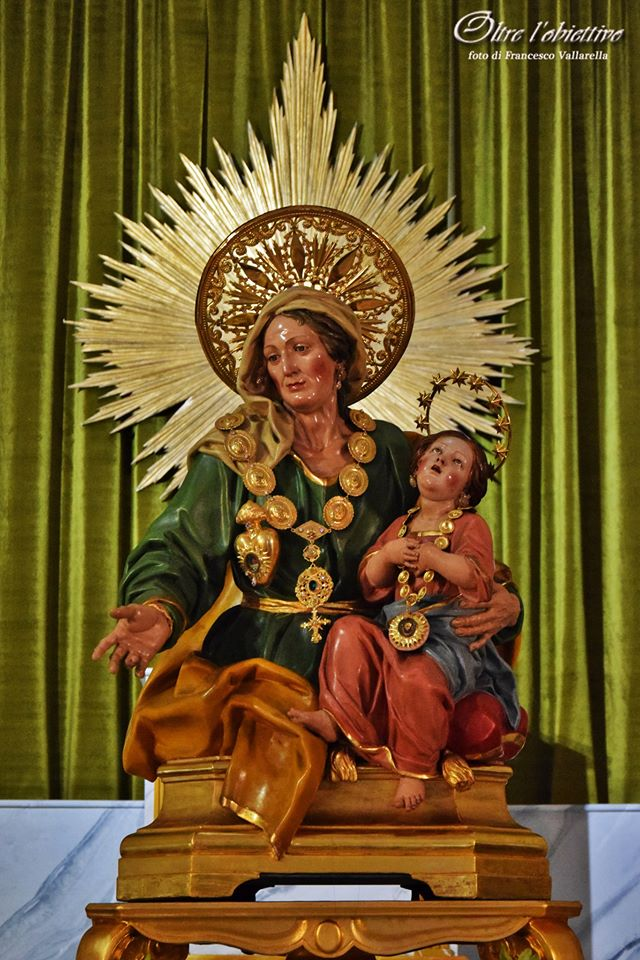
Simulacro di Sant'Anna alle Paludi - opera della seconda metà del '700.

### Devozioni e Leggende
Le tradizioni della zona delle paludi erano in gran parte incentrate sul culto alla Santa, verso la quale il popolo ancor oggi mostra una sensibilità pari ad una parente sempre presente. Tante le pratiche devozionali tra le quali il Martedì di Sant'Anna, in tale giorno la messa privilegiata e le pie pratiche tutte dedicate alla Patrona erano affiancate a tradizioni culinarie che vedevano tra altre la preparazione del pagnottiello, un pane imbottito che poteva essere consumato nella giornata. Molto sentita era la festa con la relativa processione, che tutt'oggi resta una delle ultime feste di quartiere napoletane sopravvissute. Della processione si ritrovano testimonianze già dai primi dell'Ottocento: la Santa veniva portata per le paludi e per le stradine del Borgo Loreto su di un carro parato a festa, per un primo momento tirato dai devoti poi portato da buoi. Un vero e proprio assetto definitivo venne dato dal rettore don Tobia Strina il quale predispose un corpo di facchini(oggi la Deputazione dei Portatori) che provvedessero a portare il fercolo a piramide sulla quale era dislocato il simulacro. La tradizione della liturgia processionale è rimasta sino ad oggi, sebbene con modalità che nel tempo hanno subito diversi mutamenti, negli ultimi anni si lavora per un restauro delle più antiche tradizioni, con la partecipazione del popolo napoletano che da sempre non tarda ad amare le feste e la devozione ai santi.
Leggende popolari narrano che la Venerabile Statua fosse stata ritrovata nelle parti ristagnanti del fiume Sebeto, che attraversa la zona delle Paludi, dal contadino Nicolino Panerano mentre tornava dalla battaglia del Ponte della Maddalena, per la cacciata dei Giacobini. L'uomo, distintosi per valore e dedizione alla Fede ed alla Chiesa, scorse una bambina rifugiata su di un albero di melograno, l'infante piangendo gli chiese aiuto per sua madre che era caduta in un pantano mentre scappavano da un serpente che voleva mordere il calcagno della piccola. Così Nicolino vedendo la mano della donna che usciva dal pantano si affrettò a scavare nel fango per estrarre la donna. Mentre scavava, il contadino, si rendeva conto che non era una donna di carne ma una statua e che portava in braccio proprio la bambina che gli aveva chiesto aiuto. Nelle diverse versioni della storia alla fine è sempre il simulacro che prendendo parola si presenta a Nicolino come la Madre Sant'Anna intimandolo a portarla nella vicina chiesa da dove avrebbe sempre protetto i paludani.
Ancora una leggenda molto cara al popolo delle paludi spiega il cuore che la Statua porta al petto: il Barone Mascitelli, il cui palazzo si ergeva proprio al centro delle Paludi(ancora oggi vi sono i ruderi di quella che doveva essere una villa di campagna o masseria), aveva quattro figli, i primi tre maschi e la femmina più piccola di nome Ninella. In punto di morte il Barone fece promettere ai tre fratelli di non lasciare che la ragazza si sposasse ma che restasse nubile o entrasse in convento. La ragazza, che non aveva alcuna vocazione alla vita religiosa, si innamorò invece di Antuono, un garzone a servizio dei fratelli, volendolo sposare. Quando i fratelli scoprirono l'intesa fra i due portarono il garzone nel bosco di Poggioreale e lo uccisero seppellendolo sotto una quercia. La ragazza in pena per la scomparsa di Antuono fece un voto a Sant'Anna: sarebbe entrata in convento qualora avesse saputo che l'amato fosse stato bene. La notte Ninella sognò Sant'Anna che entrava in casa sua con Antuono, il ragazzo le disse che oramai stava nella Grazia di Dio e che il suo corpo si trovava sotto una quercia nel bosco di Poggioreale. La fanciulla si recò nel bosco e scavando dove gli era stato indicato trovò i resti del suo amato, ne prese un piccolo ossicino che pose, con una ciocca dei suoi capelli, in un cuore d'oro portandolo alla Santa in segno di riconoscenza insieme a tutti i suoi gioielli, l'indomani entrò nel convento di San Gregorio Armeno per non uscirne mai più.

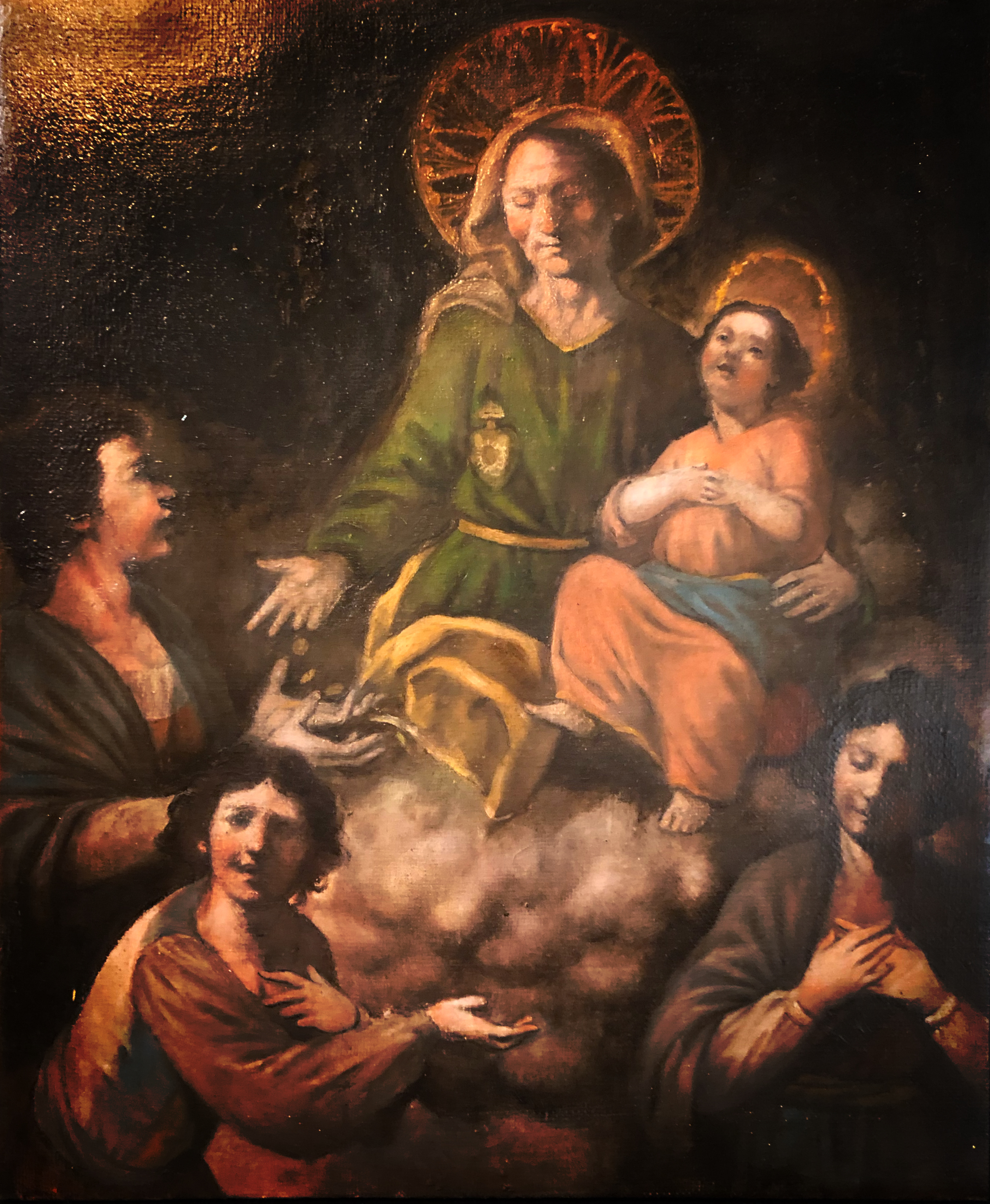
Il Miracolo delle tre figliole - olio su tela, autore ignoto, prima metà dell'800

Un altro racconto molto diffuso accosta l'immagine a tantissimi luoghi dell'antico Regno di Napoli, infatti si ritrova la stessa leggenda, che nella fattispecie diventa popolarmente "miracolo", nei paesi più disparati, dal basso Lazio alla punta più estrema della Calabria, passando per il Molise e l'Abruzzo oltre che in tutta la Campania: è il "Miracolo delle tre figliole". Tre giovani fanciulle, rimaste orfane e sole, sono alle strette con un crudele padrone di casa che vanta avere diverse pigioni arretrate; le figliole, afflitte dall'essere pubblicamente umiliate, non avendo alcuno al mondo che potesse difenderle ed aiutarle, si prostrano ai piedi di Sant'Anna professando la loro figliolanza verso la Gran Madre. L'indomani il padrone di casa riceve una visita, una vecchia donna, riccamente vestita, gli dà una borsa con i soldi che le povere fanciulle dovevano. Quando l'uomo chiede se lei fosse una parente, la vecchia risponde di essere Sant'Anna, che dal cielo fa da madre ed avvocata alle tre fanciulle e subito dopo scompare. L'uomo impazzisce di gioia per aver avuto la grazia della presenza di Sant'Anna in casa sua, si converte, va grato dalle fanciulle e gli dice che non dovranno mai più pagar nulla ed infine va a Napoli presso la Chiesa ed offre una grande festa in onore della miracolosa Immagine. Di qui le sorti del padrone di casa si diversificano a seconda del luogo di provenienza del racconto, muore per in grazia di conversione o adotta le fanciulle. La leggenda è raccontata il più delle volte tramite canto che varia in base anche al dialetto e cadenza locale tuttavia è sempre riconosciuto, nei vari paesi in cui vi sia devozione a questo racconto, come luogo di provenienza l'antico santuario della Madonna delle Grazie (spesso chiamato "Santa Maria del mare" per la vicinanza al litorale, oppure identificato proprio tra le paludi napoletane), in cui è custodita la statua di Sant'Anna alle Paludi. La sede della leggenda è ulteriormente confermata anche da un dipinto ottocentesco, di produzione popolare, esposto nella chiesa, rappresentante tre fanciulle che pregano dinnanzi all'immagine di Sant'Anna alle Paludi che versa dalla sua mano delle monete d'oro ad una delle tre figliole.

## Personaggi illustri
Nei secoli tanti sono state le figure di rilievo che hanno avuto contatto diretto o indiretto con la Chiesa e con il luogo.
- Il 18 ottobre 1438 la chiesa vide un avvenimento di grande importanza, Alfonso I d'Aragona, durante il primo assedio per la conquista della Città di Napoli, si fermò a messa per chiedere protezione alla Madre di Dio, durante la celebrazione il fratello Pietro fu colpito a morte dal cannone nemico a Piazza del Carmine, il futuro Re, seppure uomo d'armi e non sempre obbediente alle norme dell'etica cristiana, non volle andare via dalla chiesa: Lo signure re Alfonso stava a vedere messa dentro Santa Maria de le paludi, quale non si volse levare da messa per la morte de suo frate, et stette con constantia grande. Tale avvenimento lasciò un segno di grande devozione da parte del sovrano che eresse il tempio a "Real Chiesa".
-  La chiesa fu frequentata nella giovinezza dal grande tenore Enrico Caruso, la cui famiglia si trasferì nelle Paludi negli anni '80 del 1800, alla Via San Cosmo fuori Porta Nolana, 54, cantando nel coro del Sacerdote Giuseppe Bronzetti, quale collaboratore della Rettoria. Il Padre Bronzetti non solo scoprì il talento di Caruso ma lo spronò e lo aiutò nei primi studi, oltre a farne il protagonista di una farsa musicale che scrisse proprio per lui: "I briganti nel giardino di Don Raffaele". Fu proprio nella chiesa che inizio la fortuna del tenore, durante un funerale, mentre cantava una messa di Saverio Mercadante, fu notato dal baritono Eduardo Missiano che rimase così entusiasta della voce del giovane paludano tanto da presentarlo al maestro Guglielmo Vergine, che accettò sin da subito di dargli lezioni.
- Durante la Battaglia  del Ponte della Maddalena, la zona della circondante la Chiesa fu utilizzata come avamposto dei combattimenti, lo stesso Cardinale Fabrizio Ruffo, si fermò dopo la battaglia in ringraziamento. La chiesa restò molto legata alla corona borbonica, tanto che l'Inno delle Due Sicilie fu suonato prima della solenne processione di Sant'Anna anche dopo l'unità italiana.
- Il brigante Pilone, all'anagrafe Antonio Cozzolino, si nascose negli ultimi tempi della sua vita proprio nella zona delle paludi, prima che venisse trovato ed ucciso, per un tradimento di un suo compare, nel 1870. Molto devoto alla chiesa, nelle sue tasche furono trovate, tra le altre cose, un'immaginetta del simulacro di Sant'Anna alle Paludi ed un atto di consacrazione olografo alla Madonna.
- Un giovanissimo San Pio da Pietrelcina, celebrò la Santa Messa presso l'altare di Sant'Anna alle Paludi, durante i giorni in cui fu a Napoli per la leva militare nel 1916, abitando presso alcuni parenti del quartiere, in Via San Cosmo fuori Porta Nolana, 30, sono conservate inoltre diverse reliquie del Santo nella Chiesa, oltre un altare a lui dedicato.
- Devoto di Sant'Anna alle Paludi era San Filippo Smaldone, fondatore delle Suore Salesiane dei Sacri Cuori, nato nel vicino quartiere di Borgo Loreto, più volte celebrò messa presso la Chiesa. L'area parrocchiale comprende oggi un largo dedicato al Santo.
- Il celebre cantante napoletano Mario Merola, che era figlio di un ciabattino di Via Strettola Sant'Anna alle Paludi, visse parte della sua vita nel quartiere e non ne dimenticò mai l'appartenenza. Inizialmente scaricante di porto, la sua prima esibizione pubblica fu, nel 1959, proprio durante il concerto per la Festa di Sant'Anna alle Paludi: il cantante atteso, Mario Trevi, aveva tardato ad arrivare, durante l'attesa alcuni amici di Merola, che ne conoscevano le doti canore, gli permisero di salire sul palco ed intrattenere col suo canto il pubblico fino all'arrivo del cantante. Il Re della sceneggiata ricorderà per sempre questo avvenimento come battesimo e benedizione della sua carriera. Presso il Largo Sant'Anna alle Paludi, proprio dove era il palco della sua prima esibizione, nel 2006 è stato collocato il monumento che lo ricorda alla sua Napoli.